# Stargard
Stargard [ˈstarɡart], németül: Stargard in Pommern, pomerán nyelven Stôrgard ) város Lengyelországban, a Nyugat-pomerániai vajdaságban, Hátsó-Pomeránia történelmi régióban.
Hivatalos lengyel neve 1945-től 2015. december 31-ig Stargard Szczeciński [ˈstarɡart ʃʧɛˈʨiɲski] volt.

## Történelem

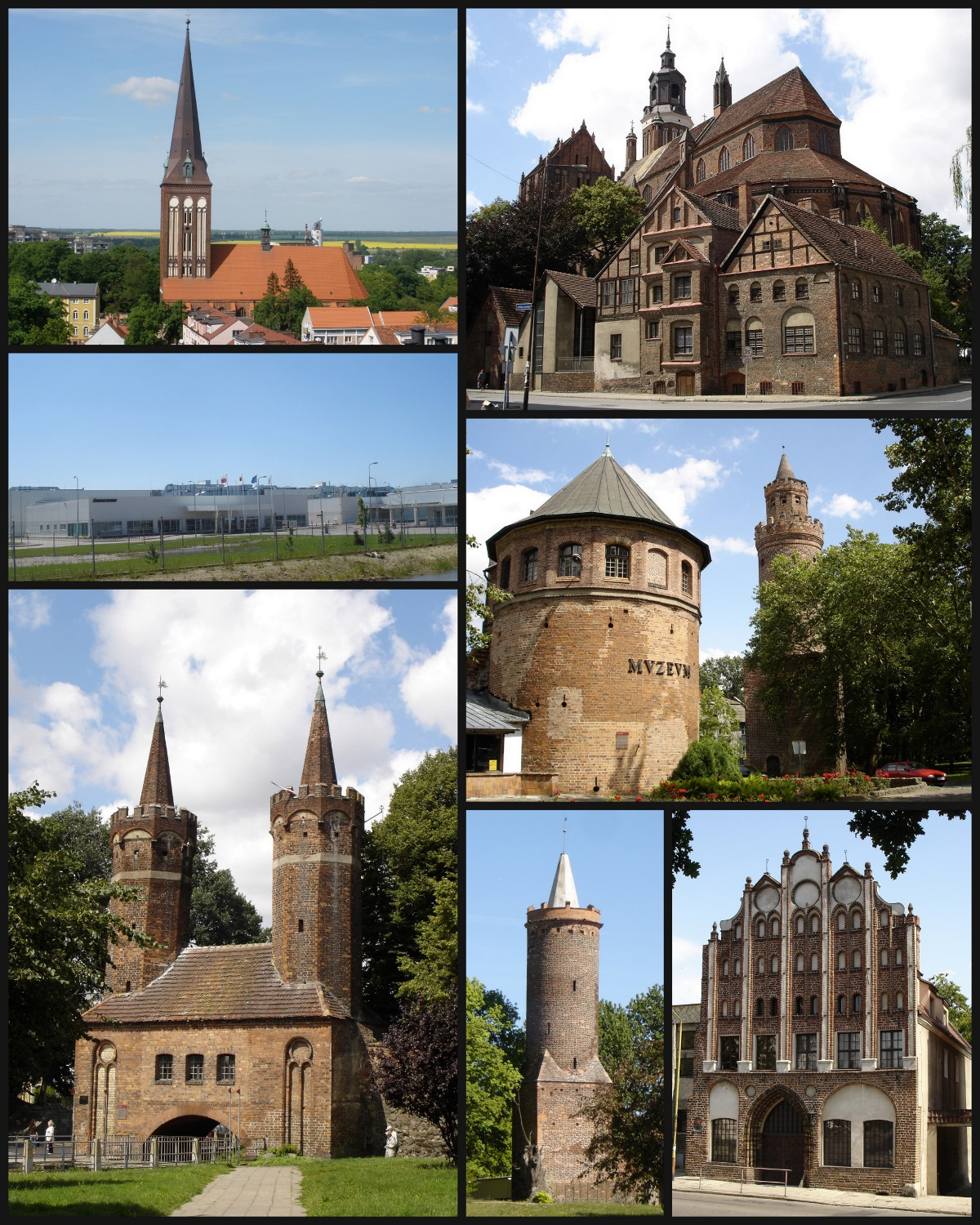
Stargard

A város először 1140-ben fordul elő Castrum Stargord néven. A 8. században a szlávok a várostól délre létrehozták Osetno közösségét. 1229-ben a várostól nyugatra több tornyot és bástyát építettek. I. Barnim pomerániai herceg 1253-ban városi jogot adományozott. 1294-ben IV. Bogiszláv leromboltatta a várost és szabad kikötőt épített.
1372. június 8-án VI. Bogiszláv és VI. Vartiszláv felosztották egymás közt Pomerániát.
A 15. század elején VIII. Bogiszláv és fia, IX. Bogiszláv uralkodói székhelyüket a településen építették ki.
1635-ben a nagy tűzvész idején elpusztult a város nagyobbik része. A harmincéves háború után a Brandenburgi család kapta meg a területet. 1720-ig Hátsó-Pomeránia (Hinterpommern) fővárosa volt.
1846-ban kiépítették a Stettin–Posen vasútvonalat, amelynek egyik megállója Stargard volt. 1945. január 30-án a várost a szovjetek erősen bombázták, majd március 4-én elfoglalták. Ezután lett Lengyelország része, Stargard Szczeciński néven.
2016. január 1-től hivatalos nevét Stargard-ra változtatták.

## Látnivalók
- Maria-templom
- János-templom – egy késő gótikus 13. századi templom.
- Városi torony
- Szélmalom
- János-torony
- Vörös-tengeri torony
- Jégtorony

## Testvértelepülések
- Saldus Lettország
- Slagelse Dánia
- Elmshorn Németország
- Stralsund Németország
- Wijchen Hollandia